# 神田絵美子
神田 絵美子（かんだ えみこ）は、日本の元卓球選手。現役時代は日本代表として世界卓球選手権に出場。全日本卓球選手権大会では女子ダブルスで4連覇。国際卓球連盟世界ランキング最高位は30位。

## 経歴
1976年度、国民体育大会卓球競技では少年女子の部で青森県代表として優勝。
富士短大在学時の1978年度、全日本学生卓球選手権大会ではシングルス優勝。
富士短大教員時の1980年度、全日本社会人卓球選手権でシングルス、山下恵子と出場した女子ダブルスで優勝。※以降、ダブルスのペアは特記がない限り山下。全日本選手権では女子ダブルス決勝で岩田浩子 / 秋和百合子組を2-1で下し初優勝。
日産自動車所属時の1981年度、ノヴィ・サド (ユーゴスラビア) で行われた第36回世界卓球選手権では小野誠治と出場した混合ダブルスで16強。世界ランキング42位。社会人選手権でシングルス、女子ダブルスとも2連覇。全日本選手権では女子ダブルス決勝で林愉美 / 稲森愛弓組を2-1で下し、2連覇。
1982年度、社会人選手権で女子ダブルス3連覇。全日本選手権ではシングルス決勝で和田理枝を3-0で下し優勝。女子ダブルス決勝で山崎温子 / 大川百合子組を2-1で下し、3連覇。
1983年度、東京で行われた第37回世界卓球選手権では星野美香と出場した女子ダブルスで準々決勝敗退。団体で韓国や北朝鮮を破るなど活躍し、星野、新保富美子、田村友子とともに銀メダル。世界ランキング30位。社会人選手権シングルスで3度目の優勝、女子ダブルスで4連覇。全日本選手権ではシングルス決勝で星野に0-3で敗れ準優勝。女子ダブルス決勝で川東加代子 / 大岩裕美子組を2-1で下し、4連覇。